# سیارک ۵۸۵۷
سیارک ۵۸۵۷ (به انگلیسی: 5857 Neglinka، نامگذاری:1975TM2) پنج هزار و هشتصد و پنجاه و هفتمین سیارک کشف شده‌است که در ۳ اکتبر ۱۹۷۵ کشف شد.
قدر مطلق سیارک برابر ۱۴٫۱۰ است.